# Pierre-Antoine Donnet

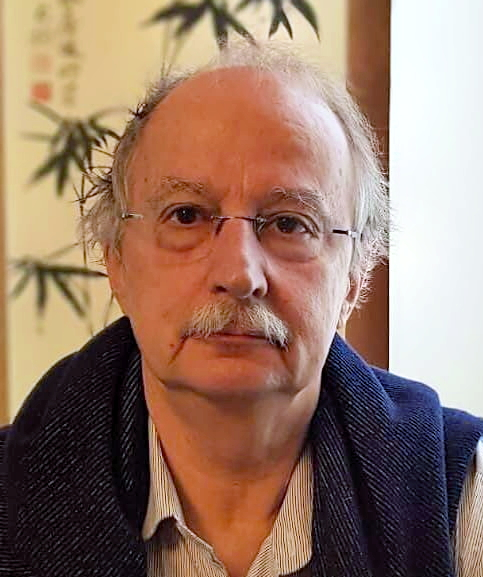

Pierre-Antoine Donnet, (1953) is een Frans journalist en hoofdredacteur van het Franse persbureau Agence France Presse (AFP).
Pierre-Antoine Donnet is gediplomeerd in politieke wetenschappen en Chinees en was correspondent voor het AFP in Peking van 1984 tot 1989. Hij raakt vanaf 1985 geïnteresseerd in Tibet, tijdens zijn eerste reis daar in opdracht van AFP. De omvang van de verwoestingen en de relazen die hij daar beluisterde, brachten hem ertoe het boek Tibet mort ou vif te schrijven, internationaal beter bekend onder de Engelse titel Tibet Survival in Question. Het boek ontving de Alexandra David-Néel-prijs in hetzelfde jaar.
Pierre-Antoine Donnet werd na Peking correspondent in Tokio, Japan van 1993 tot 1998 en vervolgens directeur van het bureau in Warschau in 1999. Hij was tussendoor nog regionaal redacteur voor het Midden-Oosten en werd in 2005 benoemd tot hoofdredacteur van AFP, waar hij Eric Wishart opvolgde.

## Voetnoten
1. ↑  Alexandra David-Neel-prijs
2. ↑  Pierre-Antoine Donnet, rédacteur en chef de l'Agence France-Presse, 2005[dode link]